# Sharm Kolā
Sharm Kolā (persiska: شرم كلا) är en ort i Iran.   Den ligger i provinsen Mazandaran, i den norra delen av landet, 120 km nordost om huvudstaden Teheran. Sharm Kolā ligger 70 meter över havet och antalet invånare är 661.
Terrängen runt Sharm Kolā är platt.Runt Sharm Kolā är det ganska tätbefolkat, med 149 invånare per kvadratkilometer. Närmaste större samhälle är Āmol, 3,5 km sydväst om Sharm Kolā. Trakten runt Sharm Kolā består till största delen av jordbruksmark.